# Claassenia radiata
Claassenia radiata är en bäcksländeart som först beskrevs av František Klapálek 1916.  Claassenia radiata ingår i släktet Claassenia och familjen jättebäcksländor. Inga underarter finns listade i Catalogue of Life.